# Arnald
Arnald (auch Ernald oder Arnold) OSB († 13. September 1162) war ein schottischer Ordensgeistlicher. Ab 1160 war er Bischof von St Andrews.

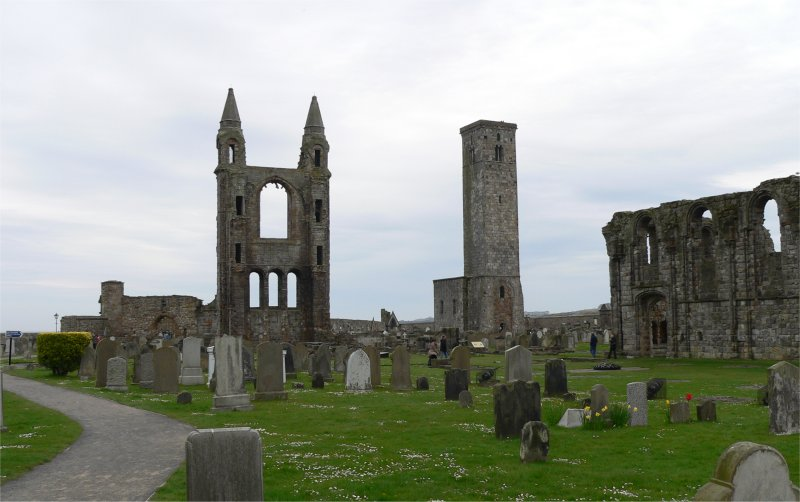
Die Ruine der von Arnald begonnenen Kathedrale von St Andrews. Rechts neben der Fassade der Turm der Kirche St Regulus, in der Arnald vermutlich beigesetzt wurde.

Arnald war ein Mönch der Benediktinerabtei Kelso in Südostschottland. Nachdem Herbert, der erste Abt des wenige Jahre zuvor gegründeten Klosters, 1147 zum Bischof der Diözese Glasgow gewählt wurde, wurde Arnald zum neuen Abt des Klosters gewählt. Nachdem Abt Waltheof von Melrose 1159 das Amt des Bischofs der Diözese St Andrews abgelehnt hatte, sandte König Malcolm IV. seinen Chamberlain Nicholas und Bischof William von Moray zur Kurie, um die Erhebung der Diözese zur Erzdiözese zu erreichen. Der neue Papst Alexander III. wollte aber Erzbischof Roger von York und den englischen König Heinrich II. nicht verärgern, die die Oberhoheit der englischen Kirche auch über die schottischen Diözesen bestimmten. Deshalb lehnte der Papst den Vorschlag des schottischen Königs ab, ernannte aber Bischof William zum päpstlichen Legaten. Er wünschte, dass William zum neuen Bischof von St Andrews gewählt würde und hatte dazu verfügt, dass der neue Bischof anschließend päpstlicher Legat für Schottland würde. Nach der Rückkehr von William nach Schottland ignorierte der König den Wunsch des Papstes und ernannte Arnald, den Abt von Kelso, zum neuen Bischof. Arnald wurde am 13. November 1160 vom Kathedralkapitel formell gewählt und am 20. November von Bischof William kraft dessen Amts als Legat zum Bischof geweiht. In der Folge übergab er ihm das Amt des Legaten. In dieser Funktion weihte Arnald Gregory zum neuen Bischof von Ross. Dazu begann er 1160 mit dem Neubau der Kathedrale von St Andrews. Nach seinem Tod Arnald in der alten Kirche St Regulus neben der neuen Kathedrale beigesetzt worden sein.